# 馬傑瑞冰河

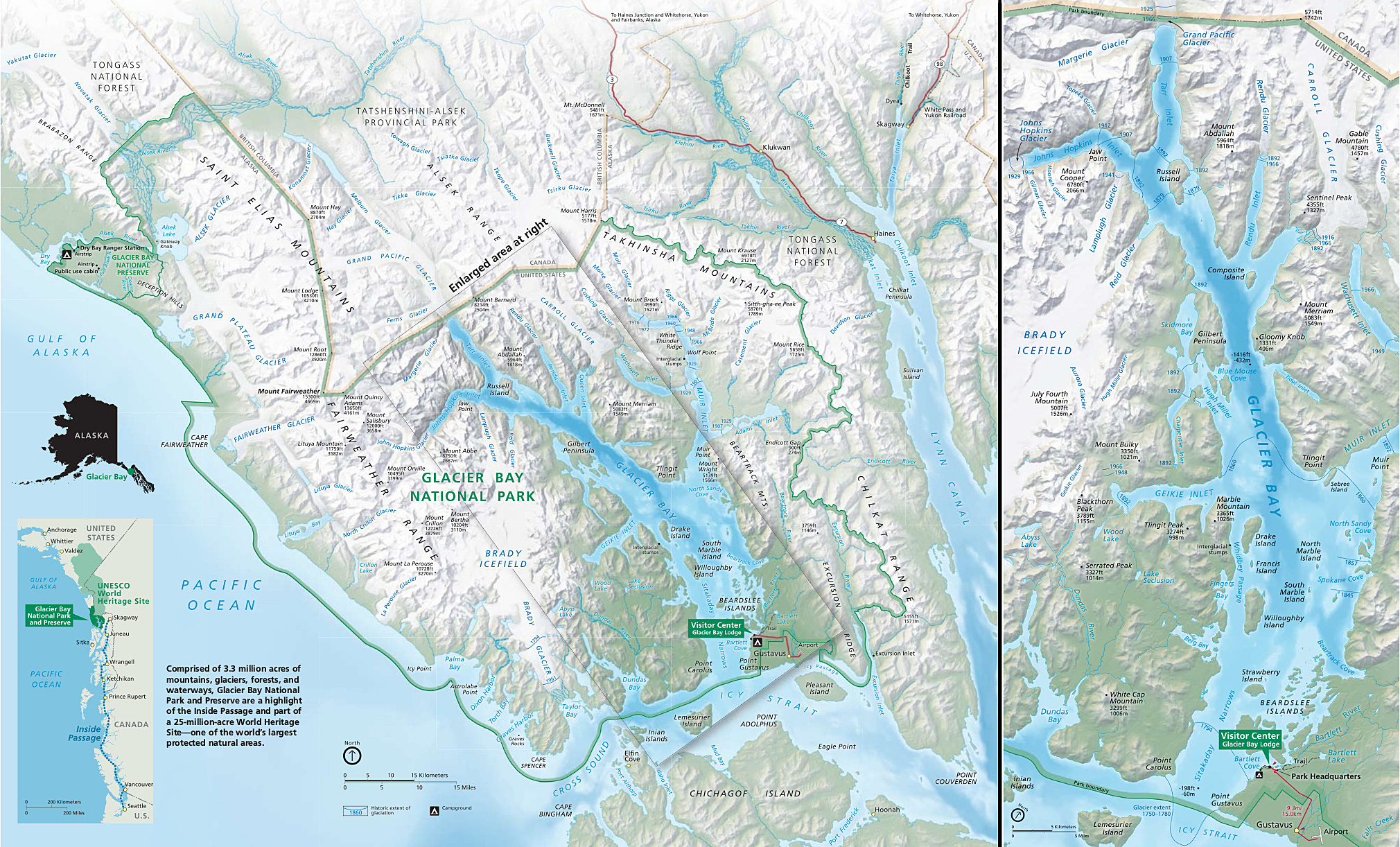
冰河灣國家公園和自然保護區地圖

馬傑瑞冰河（英語：Margerie Glacier）是位於美國阿拉斯加州冰河灣一條長21英里（34）的潮汐冰河，地處冰河灣國家公園和自然保護區的範圍內，始於海拔12,860英尺（3,920）高的根山南坡，並沿著美國與加拿大邊界向東南方流經谷地，之後轉向東北方流入其冰河末端塔爾灣（Tarr Inlet）。馬傑瑞冰河是冰河灣觀光最頻繁的冰河之一，該峽灣於1925年被設為國家紀念區；1980年成為國家公園和自然保護區；1979年被聯合國教科文組織登錄為世界自然遺產；1986年被劃入生物圈保護區。20世紀以來，國家公園內的大多數冰河均處於融化及消退狀態，但馬傑瑞冰河的冰河物質平衡於2005－2009年間維持不變，隨後直至2014年，冰河以每年0.4（1英尺4英寸）的速度增長。:123-127
馬傑瑞冰河自塔爾灣向上游延伸21英里（34）至根山南坡，冰河寬度約1英里（1.6），包括水下100英尺（30）在內的冰河末端總厚度為350英尺（110）。:123-127
冰河灣原是一龐大的單一冰河，但由於其在1750年後的平均氣溫不斷升高，降雪量減少，冰河灣已消融成一條65英里（105）長的峽灣和許多較小型的冰河，其中馬傑瑞冰河位於冰河灣的西北端，並垂直於大太平洋冰川。
由於國家公園內並未建設公路，冰河灣及其眾多的冰河僅能透過飛機和船隻進入，馬傑瑞冰河末端與海的落差可供遊輪和小型的公園觀光船停靠，以近距離觀看冰山崩解。:124

## 歷史
馬傑瑞冰河是以法國地質和地理學家艾曼紐·德·馬傑瑞之名命名，其曾在1913年拜訪該冰河。1794年，英國軍官喬治·溫哥華及其探險隊進行溫哥華探險之旅時被一堵20英里（32）寬、4,000英尺（1,200）高的冰牆阻擋，當時的冰河灣完全被冰所覆蓋；而當美國環保運動領袖約翰·繆爾於1879年首次前往冰河灣時，其冰層已向後消融了48英里（77），冰牆也自峽灣口向內退縮65英里（105）。冰河灣目前包括馬傑瑞冰河在內共有8條潮汐冰河。:122
冰河灣的冰河是大約4,000年前一次小冰期的殘留物，但此現象與更新世晚期的威斯康辛冰期發生之大陸冰河作用不可同日而語。約在1750年，小冰期階段到達高峰，多數冰河在此後逐漸開始消融。馬傑瑞冰河的流動速度為每年2,000英尺（610），相當於每日6英尺（1.8）。直至1998年，冰流速度降低至每年30英尺（9.1），相當於每日1英寸（2.5），當時記錄到其一定程度的退縮，冰河末端北側已形成一個小型內灣，而南側則持續以每年1英尺（0.30）的速度前進。馬傑瑞冰河於1980－1986年間發生一次冰河激增，並曾於1990年代與大太平洋冰川相連，但隨後因大太平洋冰川退縮而與其分離，兩條冰河之間的縫隙也殘留了些許冰磧。

## 特色

冰山崩解

馬傑瑞冰河被分類為潮汐冰河，是冰河灣國家公園和自然保護區內僅存的11條冰河之一，而其中有8條位於冰河灣，3條位在太平洋沿岸。潮汐冰河是指冰河末端在漲潮時，即使未處於任何潮位上也會遇到海水，而馬傑瑞冰河和其他6條冰河的末端在所有潮位均被淹沒在海水之下。馬傑瑞冰河的總高度為350英尺（110），其中有250英尺（76）高於海平面，100英尺（30）位於海水之下，並如同眾多冰河一樣，馬傑瑞冰河具有由泥土、石頭及大型石塊組成的冰磧，其與冰塊混合後流向下游，最終於冰河末端出海。冰河的冰層由於吸收了紅、橙、黃、綠等波長的光線而呈現藍色，冰河頂部的融水亦會呈現出明亮的藍色。與東北方的大太平洋冰川相比，馬傑瑞冰河的碎屑較少，是一條較為乾淨的冰河，且其與約翰·霍普金斯冰河同為崩解活躍的冰河。當冰山發生崩解時，會因冰層裂開而釋放其中的空氣導致其發出類似於槍響的聲音，同時冰山落海也會產生轟隆隆的聲響。全球暖化導致北極地區冬季溫度較以往高，連帶影響降雪量減少並造成冰河加速消融及退縮，馬傑瑞冰河末端的中央區塊也因融水而湧出淡水，吸引海鳥前往該處覓食。
在對冰河灣進行的基岩地質和礦產資源研究中，共有17個區域被確認含有礦產，而其中的馬傑瑞冰河則擁有銅礦。

## 動植物
馬傑瑞冰河位於冰河灣國家公園和自然保護區內，該國家公園由潮汐冰河、海岸線、峽灣、河流和湖泊組成，擁有變化多端的景觀和海景。園內分布333種維管束植物、274種鳥類、160種魚類、41種哺乳動物和3種兩棲動物。北極燕鷗和海鷗會在冰河的岩石上築巢，由於冰山崩解會驚動小魚和磷蝦，該處是鳥類理想的覓食場所，座頭鯨和灰熊也會在冰河附近出沒:124。而有人對馬傑瑞冰河的苔蘚球「冰河鼠」進行研究，此類聚集苔蘚的滾石會隨著時間的推進在冰河上移動，其原因尚不明確。

## 鳥瞰圖

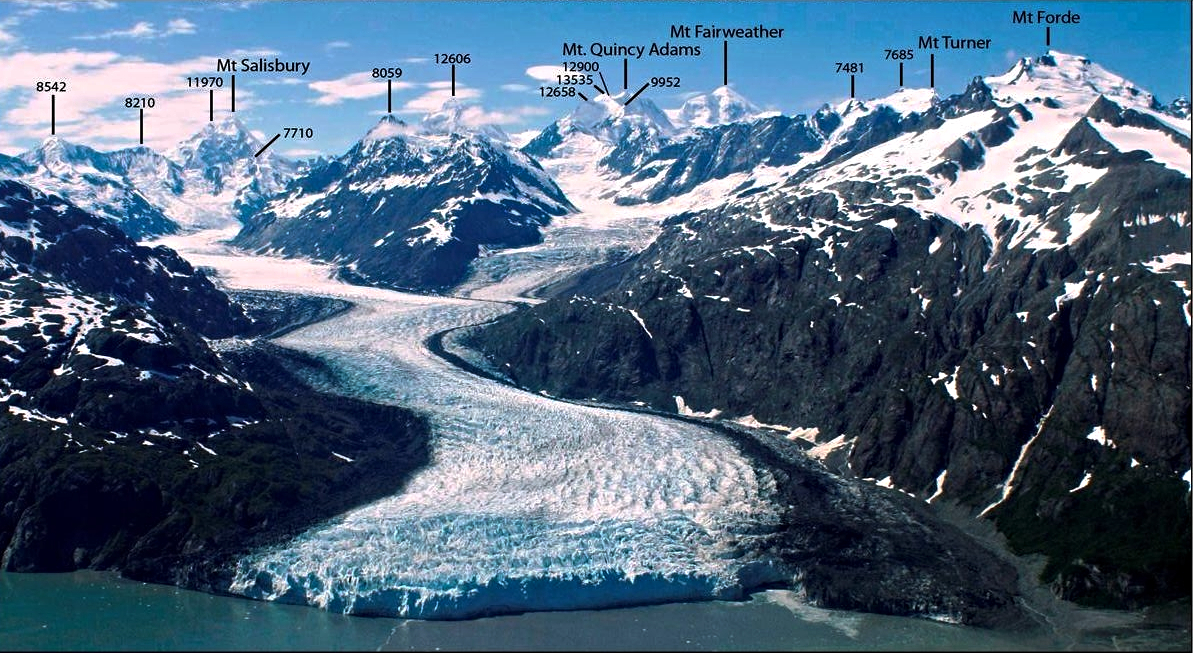

## 外部連結
- 冰河灣國家公園和自然保護區
- 冰河灣地圖 （页面存档备份，存于）
- 馬傑瑞冰河的Flash Earth衛星地圖 （页面存档备份，存于）